# Alexander Smakula
Alexander Smakula (ukrainisch Олександр Теодорович Смакула, wiss. Transliteration Oleksandr Teodorovyč Smakula; * 1900 in Dobrowody, Galizien Österreich-Ungarn; † 17. Mai 1983 in Auburn, Massachusetts) war ein deutschamerikanischer Physiker ukrainischer Herkunft, bekannt für seine Erfindung der Entspiegelung optischer Flächen.

## Leben
Smakula wurde im Dorf Dobrovody (Gebiet Ternopil) in eine Bauernfamilie geboren. Nach Abschluss des Gymnasiums in Ternopil bewarb er sich an der Universität Göttingen. 1927 schloss er sein Physik-Studium ab. Danach arbeitete er als Assistent bei Robert Wichard Pohl. Nach einem kurzen Aufenthalt an der Universität Odessa kehrte Alexander Smakula nach Deutschland zurück und wurde Optiklaborleiter in Heidelberg. Ab 1934 arbeitete Smakula bei Zeiss in Jena. In dieser Zeit um 1935 entwickelte und patentierte er die Entspiegelung optischer Flächen, was eine wichtige Verbesserung optischer Geräte darstellte. Nach dem Krieg kam Smakula in die USA, wo er zuerst Materialien für Infrarot-Technologie untersuchte. 1951 erhielt er einen Ruf für die Professur am Massachusetts Institute of Technology, wo er hauptsächlich Kristalle untersuchte. 1966 erhielt er den Kulturpreis der Deutschen Gesellschaft für Photographie.